# Heinrich Marquardsen

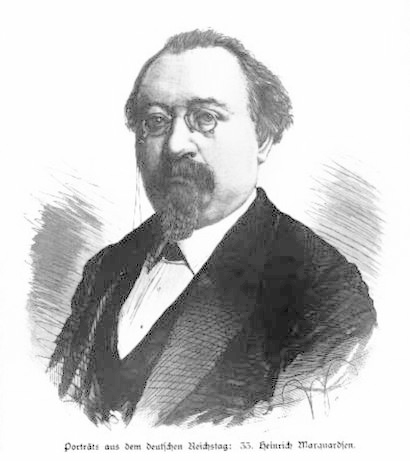
Heinrich Marquardsen

Heinrich Marquardsen (seit 1888 von Marquardsen; * 25. Oktober 1826 in Schleswig; † 30. November 1897 in Erlangen) war ein deutscher Professor für Staatsrecht und bedeutender Politiker und Parlamentarier der nationalliberalen Partei.

## Leben

### Herkunft und Ausbildung
Marquardsen stammte aus einer wohlhabenden bürgerlichen Familie. Der Vater war Weinhändler, später auch Senator in Schleswig und besaß ein Landgut. Der Sohn sollte das Familienerbe übernehmen und durfte anfänglich keine höhere Schule besuchen. Autodidaktisch bildete sich Marquardsen weiter. Gegen den Willen der Eltern gelang ihm die Aufnahme ins Gymnasium. Danach legte die Familie ihm keine Hindernisse mehr in den Weg.

### Wissenschaftliche Laufbahn
Marquardsen begann im Alter von 16 Jahren das Studium der Rechtswissenschaften in Kiel. Später wechselte er nach Heidelberg, wo er Mitglied der Burschenschaft Teutonia Heidelberg wurde. Im Jahr 1848 promovierte er zum Dr. jur. Anschließend begab er sich auf Studienreisen nach Belgien und nach England. Marquardsen habilitierte sich 1852 in Heidelberg mit seiner Schrift über „Haft und Bürgschaft bei den Angelsachsen“. Er hatte geplant diese zu einer Geschichte des Habeas-Corpus-Rechtes auszubauen.
In Heidelberg war er Privatdozent für Straf-, Völker- und Staatsrecht. Seit 1854 war er verheiratet. Im Jahr 1855 gehörte er zu den Mitbegründern der „Kritischen Zeitschrift für die gesamte Rechtswissenschaft“. Marquardsen wurde 1857 zum Professor in Heidelberg berufen.
Zwischen 1857 und 1861 nahm er eine außerordentliche Professur in Erlangen wahr. Danach war er dort bis 1897 ordentlicher Professor für deutsches Staatsrecht. Seit 1874 war er Mitglied des Instituts für Völkerrecht. Zwischen 1883 und 1894 war er Herausgeber des Handbuchs des öffentlichen Rechts der Gegenwart.

### Weg in die Politik
Die Schleswig-Holstein-Frage veranlasste Marquardsen sich der Politik zuzuwenden. Im Jahr 1864 war er maßgeblich für die Vorbereitung einer Landesversammlung verantwortlich, die sich für die Selbstständigkeit von Schleswig und Holstein aussprach. Immerhin 7000 Personen aus ganz Bayern nahmen daran teil. In den Jahren 1864 und 1865 war er denn auch Präsident der Schleswig-Holstein-Vereine in Bayern.

### Partei
Später spielte er eine bedeutende Rolle in der nationalliberalen Partei. Auf Reichsebene gehörte er dem Vorstand an und in Bayern war er Vorsitzender der Partei. An der Heidelberger Erklärung der nationalliberalen Partei von 1884 wirkte Marquardsen maßgeblich mit. Stammte der erste Entwurf dazu auch von Johannes Miquel, wurde auf dem Parteitag die von Marquardsen überarbeitete Fassung beschlossen.

### Parlamentarier
Marquardsen gehörte noch als Mitglied der Fortschrittspartei von 1868 bis 1870 dem Zollparlament an. Daneben war Marquardsen zwischen 1869 und 1892 Mitglied der zweiten bayerischen Kammer. Dort gehörte er nacheinander den Fraktionen der Fortschrittspartei, Vereinigte Linke/Vereinigte Liberale und der Nationalliberalen an.
Seit 1871 war Marquardsen Mitglied des Reichstages, dem er bis zu seinem Tod angehörte. Zunächst war er Mitglied der Fraktion der Fortschrittspartei dann der Nationalliberalen Partei. Im Jahr 1878 wurde Marquardsen Mitglied im Vorstand der nationalliberalen Reichstagsfraktion. Zwischen 1883 und 1887 war er Fraktionsvorsitzender.
Im Parlament war er der Vorsitzende der Wahlprüfungskommission. Außerdem war er Mitglied der Kommission für die Beratung der Justizgesetze. Auch war er Berichterstatter für die Beratung der Pressegesetze. Innerhalb des Reichstages sprach er bevorzugt zu juristischen und zu allgemeinen politische Fragen.

### Sonstiges Wirken
Vorwiegend anonym war Marquardsen auch als tages- und parteipolitischer Autor tätig. Dabei schrieb er vor allem für die Kölnische Zeitung.
Marquardsen wurde unter anderem durch die Aufnahme in den persönlichen Adelsstand des Königreichs Bayern im Jahr 1888 geehrt.

## Werke (Auswahl)
- Über Haft und Bürgschaft bei den Angelsachsen. Erlangen 1852. (Digitalisat)

### Herausgeber
Marquardsen wurde als Herausgeber eines mehrbändigen Handbuchs des öffentlichen Rechts tätig. Der dritte Band dieses Werkes erschien in zwei Halbbänden. Der erste Halbband wurde 1884 veröffentlicht.  Der zweite Halbband mit dem Titel Handbuch des öffentlichen Rechts der Gegenwart in Monographien erschien 1888 in Freiburg i. Br.